# Derbyhaven
Derbyhaven (Camys y Ree en mannois) est un village de l'île de Man, situé dans la paroisse de Malew. Son nom signifiant « Port de Derby » vient des comtes de Derby et notamment de Thomas Stanley, 2e comte de Derby, qui le nomme ainsi en 1507. Le nom précédent de Derbyhaven était Rognvald's Vagir, en vieux norrois, ou Ronaldsway, en anglais. Au XVIIe siècle, Derbyhaven est le plus important port de pêche de l'île de Man.

## Géographie

### Situation

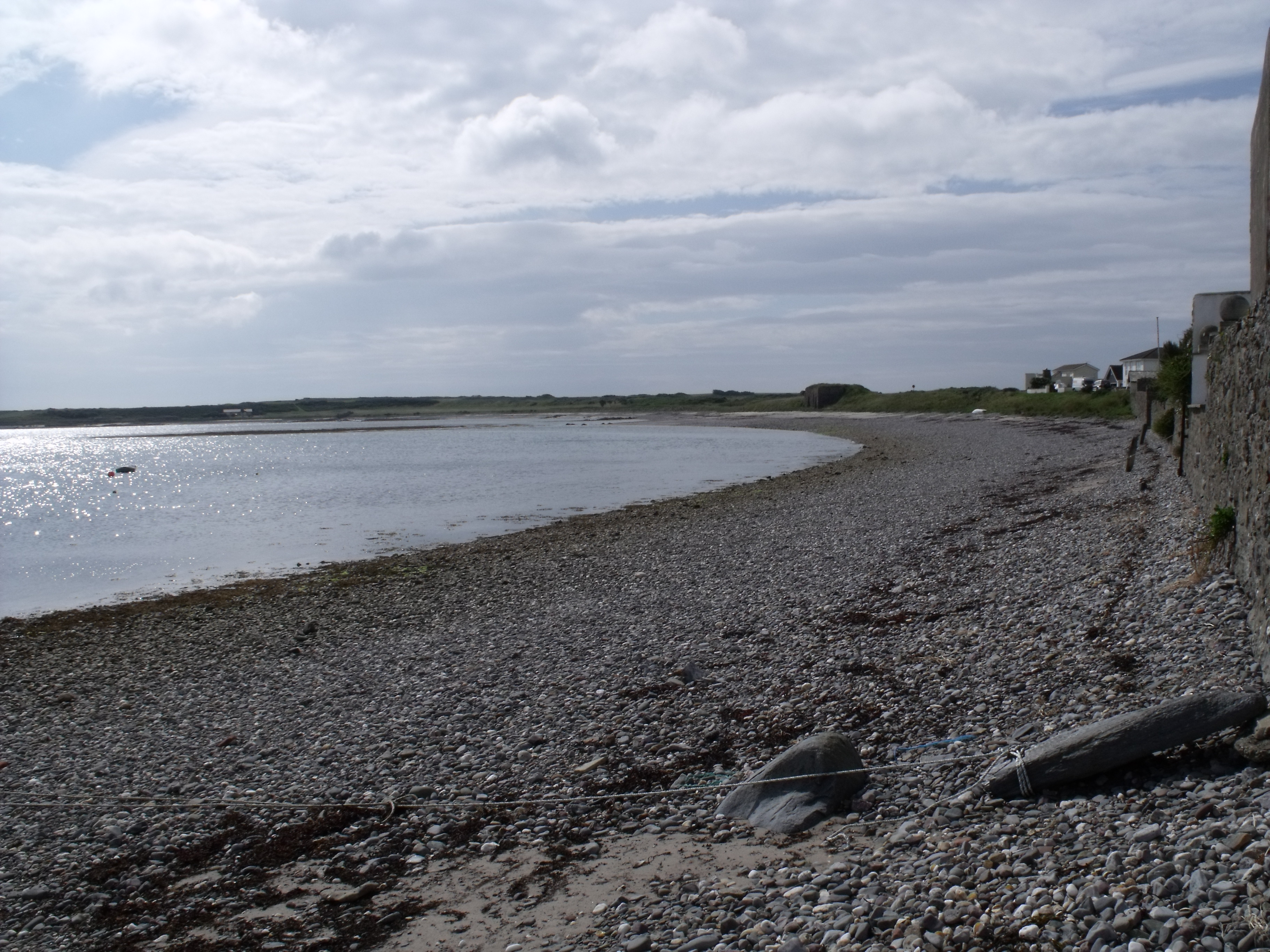
Plage de galets à Derbyhaven et, au fond, nord de la péninsule de Langness et île St Michael.

Derbyhaven se situe au sud-est de l'île de Man, à 3 km à l'est de la ville de Castletown dont elle est séparée par la péninsule de Langness. En quittant Castletown par la route A12 qui, depuis la colline de Hango, mène à l'aéroport du Ronaldsway, le visiteur arrive à Derbyhaven en longeant le King William's College. Une fois dans le bourg, suivre l'A12 mène à l'aéroport. La péninsule de Langness est accessible en empruntant une petite route qui part vers le sud.

## Personnalités liées à Derbyhaven
- Illiam Dhone (1608–1663), homme politique mannois, membre de la House of Keys, et gouverneur de l'île de Man, né à Derbyhaven où il vivait ; il se rebella contre la famille des Derby et fut exécuté à la colline de Hango, située entre Castletown et Derbyhaven.
- John de Vesci (XIIIe siècle) réprime à Derbyhaven la révolte mannoise contre les Écossais en 1275.